# Luis Carpio Moraga

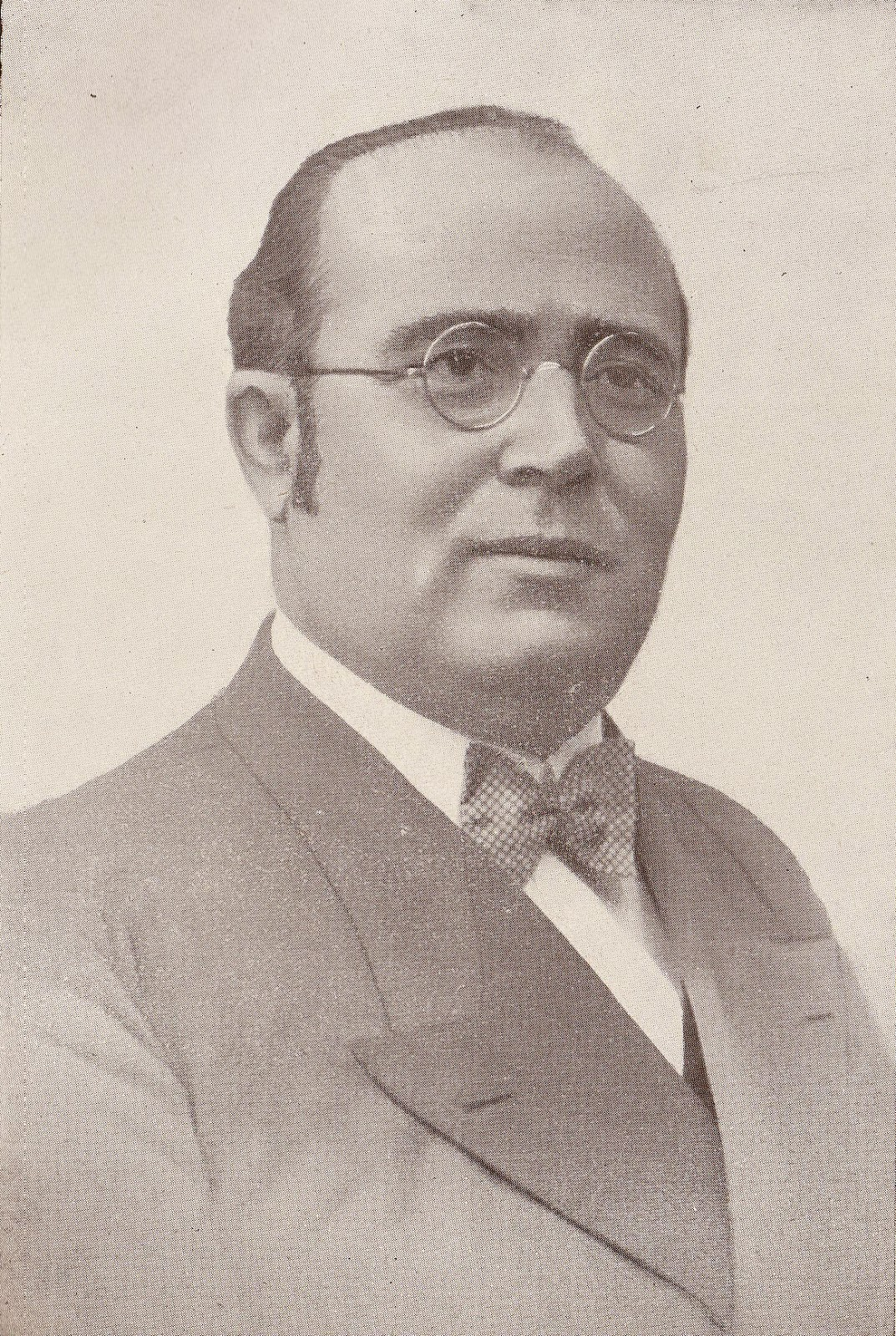
Luis Carpio Moraga

Luis Carpio Moraga (Baeza, 13 de septiembre de 1884-? agosto de 1936) fue un escritor español. 

## Biografía
Fue discípulo de Francisco de Paula Ureña y perteneció al grupo literario "El Madroño", que encabezaba este autor, junto con otros literatos jiennenses vinculados al tradicionalismo.
Fue autor de numerosas piezas dramáticas que en su época alcanzaron singular resonancia, tales como Los sobrinos de don Pablo, El soberbio y el humilde, El ciruelo de la civilización y otras. Reunió, además, en dos tomos, diversas crónicas con los títulos de Crítica literaria y Artículos varios. Su última obra, publicada en Madrid en el año 1935, fue un volumen de poesías: Glorias de España. En él coleccionó 50 sonetos seguidos de un poema a Santa Teresa de Jesús y de un canto al descubrimiento de América.
Durante los últimos años de su vida fue colaborador y crítico literario del diario tradicionalista El Eco de Jaén, que dirigía Melchor Ferrer. Su última obra fue un soneto dedicado a Juan Vázquez de Mella, que se publicó en este periódico pocos días antes del Alzamiento Nacional. Al sobrevenir éste, Carpio Moraga fue detenido y fusilado por milicianos del Frente Popular, durante el mes de agosto.

## Obras
- Alma española : poesías (Madrid, 1918)
- Nuevas poesías : y juicios que se han hecho por los críticos sobre "Alma Española" (Madrid, 1921)
- La fuerza del amor (Madrid, 1922)
- Honra y amor : drama en tres actos y en prosa (Madrid, 1924)
- Crítica literaria y artículos varios (Madrid, 1933)
- Luz del alma (Madrid, 1933)
- Glorias de España (Madrid, 1935)